# Legoksari (Tlogomulyo)
Legoksari is een bestuurslaag in het regentschap Temanggung van de provincie Midden-Java, Indonesië. Legoksari telt 1477 inwoners (volkstelling 2010).